# Salwa Bughaighis
Salwa Bughaighis (Bengasi, 24 aprile 1963 – Bengasi, 25 giugno 2014) è stata un'attivista libica per i diritti umani e attivista politica. È stata assassinata a Bengasi, in Libia, il 25 giugno 2014.

## Vita e carriera
Bughaighis proveniva da una famiglia di spicco di Bengasi e si è formata come avvocata alla Garyounis University di Bengasi. Negli anni precedenti la rivoluzione in Libia del febbraio 2011, Bughaighis ha difeso i casi di un certo numero di ex prigionieri politici contro il governo di Muammar Gheddafi. Ha partecipato ad alcune delle prime proteste a Bengasi contro Muammar Gheddafi nel febbraio 2011 con un gruppo di avvocati e altri attivisti della società civile.
Bughaighis divenne membro fondatore e consigliere del Consiglio nazionale di transizione della Libia che governava il paese durante e dopo la rivolta. Sua sorella, Iman, docente di ortodonzia, era la portavoce del Consiglio. Salwa si dimise dalla sua posizione dopo tre mesi, per protestare contro l'assenza di donne nel nuovo governo e la mancanza di un'adeguata pratica democratica nel consiglio.
Si è inoltre opposta alle mosse per rendere obbligatorio l'uso dell'hijab e le sue opinioni l'hanno portata in conflitto con gli estremisti islamici.
Prima del suo assassinio, Bughaighis è stata vicepresidente di una Commissione per il dialogo nazionale, una commissione nominata dall'allora primo ministro della Libia, Ali Zeydan, il cui obiettivo era quello di colmare il divario tra le fazioni della Libia. È stata mentore di molti attivisti della società civile, in particolare di quelli giovani. Aveva aggiornato Facebook con le sue immagini che votava il giorno in cui era stata uccisa.
Il 25 giugno 2014, Bughaighis è stata colpita alla testa da un gruppo di quattro uomini armati che hanno fatto irruzione in casa sua, ferendo una guardia di sicurezza e rapendo suo marito, Essam al-Ghariani.
La reazione al suo omicidio è stata molto forte. Nei giorni successivi alla sua morte un gran numero di donne di Benghazi sono scese in strada per protestare contro questo crimine. Attivisti e organizzazioni per i diritti umani hanno promosso eventi in sua memoria in Libia e all'estero; Salwa Bughaighis è diventata un'icona della lotta per la libertà e la democrazia in Libia. Fariha al-Berkawi, componente del Congresso nazionale generale, che ha condannato con fermezza la morte di Bughaighis, è stata uccisa da un uomo armato in una stazione di servizio a Derna tre settimane dopo, il 17 luglio 2014.

### Reazioni
L'ambasciatore degli Stati Uniti in Libia, Deborah Jones, ha detto che l'omicidio è stato "straziante". L'ambasciatore britannico Michael Aron ha twittato "devastato da un orribile omicidio" e ha definito Bughaighis una "luce guida della rivoluzione del 17 febbraio e campione dei diritti umani". La consigliera per la sicurezza nazionale degli Stati Uniti Susan Rice, riflettendo sull'incontro con Bughaighis, ha dichiarato: "Sono rimasto profondamente colpita dal suo coraggio, leadership e dedizione per costruire una Libia pacifica e democratica dove i diritti e le libertà di tutte le donne e uomini libici sono rispettati e protetti".

## Vita privata
La sua famiglia è conosciuta per la sua diversità. Aveva un fratello affiliato al Partito della Giustizia e dello Sviluppo, affiliato alla Fratellanza Musulmana. Aveva tre figli.